# Dario Cataldo
Dario Cataldo, född 17 mars 1985 i Lanciano, är en italiensk professionell tävlingscyklist. Han blev professionell 2007 med det italienska UCI ProTour-stallet Team Liquigas och tävlade med dem till slutet av säsongen 2008. När säsongen var över blev Cataldo kontrakterad av det belgiska UCI ProTour-stallet Quick Step. Från och med 2013 tävlar Cataldo för det brittiska stallet Team Sky.

## Karriär

### 2006–2007
Dario Cataldo vann Baby Giro 2006, en amatörtävling för cyklister under 26 år som liknar det italienska etapploppet Giro d'Italia. Han vann tävlingen framför ukrainaren Dmytro Grabovskyj och den australiske cyklisten Matthew Lloyd.
Under säsongen 2007 vann han etapp 2 och 7 av Tour de l'Avenir. Han slutade också trea på Rund um den Henninger Turm efter Patrik Sinkewitz och Kurt Asle Arvesen.

### 2008–2011
Cataldo deltog i Giro d'Italia 2008. Året därpå deltog han i Giro d'Italia 2009. På etapp 3 av tävlingen slutade han på en fjärde plats bakom Alessandro Petacchi, Tyler Farrar och Francesco Gavazzi.
Cataldo slutade på fjärde plats på etapp 8 av Österrike runt 2009 bakom André Greipel, Graeme Brown och Bernardo Riccio. Han slutade också på fjärde plats på etapp 2 av Tour de L'Ain/Prix de l'Amitié 2009 bakom José Joaquin Rojas, Greg Van Avermaet och Maxime Bouet. På Tour of Missouri slutade italienaren på tredje plats på etapp 3 bakom Thor Hushovd och Juan José Haedo. Han slutade också på tredje plate på etapp 4 av tävlingen. Cataldo slutade på femte plats i GP Beghelli 2009 bakom Francisco José Ventoso, Giovanni Visconti, Enrico Rossi och Luca Paolini.

### 2012–
2012 vann Cataldo den sextonde etappen under Vuelta a España. Han cyklade även hem segern i nationsmästerskapens tempolopp.

## Meriter
2006
1:a, Baby Giro
2007
1:a, etapp 2 och 7, Tour de l'Avenir
3:a, Rund um den Henninger Turm
2008
3:a, etapp 4, Giro d'Italia
2009
3:a, etapp 3 och 4, Tour of Missouri
2010
1:a, GP Beghelli
2012
1:a,  Nationsmästerskapens tempolopp
1:a, etapp 16, Vuelta a España

## Stall
- Team Liquigas 2007–2008
- Quick Step 2009–2012
- Team Sky 2013–